# 羅克波特 (印地安納州)
羅克波特（英語：Rockport）是一個位於美國印地安納州斯潘塞縣的城市。根據2010年美國人口普查，該地人口為2270人，而該地的面積約為4.15平方千米。同時該地也是斯潘塞縣的縣治。

## 地理
羅克波特的座標為37°53′01″N 87°03′11″W / 37.88361°N 87.05306°W，而該地的平均海拔高度為134米（即440英尺）。